# Žan Zaletel
Žan Zaletel, slovenski nogometaš, * 16. september 1999, * Zagorje ob Savi.
Zaletel je profesionalni nogometaš, ki igra na položaju branilca. Od leta 2022 je član danskega kluba Viborg, od leta 2024 pa tudi slovenske reprezentance. Ped tem je igral za slovenska kluba Bravo in Celje. Skupno je v prvi slovenski ligi odigral 124 tekem in dosegel šest golov. S Celjem je osvojil naslov slovenskega državnega prvaka v sezoni 2019/20. Bil je tudi član slovenske reprezentance do 17, 18 in 21 let.